# オルベリン・ピネダ
オルベリン・ピネダ・アルバラド（Orbelín Pineda Alvarado, 1996年3月24日 - ）は、メキシコ・コユカ・デ・カタラン出身のサッカー選手。ギリシャ・スーパーリーグ・AEKアテネ所属。メキシコ代表。ポジションはFW。

## 経歴

### クラブ
ケレタロの下部組織で育成され、2014年1月21日、コパ・メヒコのセラヤ戦でトップチームデビューを果たした。
2015年12月2日、グアダラハラがピネダと5年契約の長期契約を結んだことを公表した。
2018年12月、移籍金1200万ドルでクルス・アスルに移籍した。
2022年1月7日、ラ・リーガに所属するセルタに移籍し、5年契約を交わした。

### 代表
2016年9月6日、フアン・カルロス・オソリオ監督によってメキシコ代表に招集され、この日のホンジュラス代表戦にてメキシコ代表デビューを果たした。

## 代表歴

### 出場大会
- メキシコ代表
  - 2022 FIFAワールドカップ

### 試合数
- 国際Aマッチ 66試合 9得点（2016年-）[6]

| メキシコ代表 | 国際Aマッチ | 国際Aマッチ |
| 年           | 出場        | 得点        |
| ------------ | ----------- | ----------- |
| 2016         | 3           | 0           |
| 2017         | 11          | 1           |
| 2018         | 1           | 0           |
| 2019         | 6           | 0           |
| 2020         | 4           | 1           |
| 2021         | 18          | 4           |
| 2022         | 8           | 0           |
| 2023         | 15          | 3           |
| 2024         |             |             |
| 通算         |             | 0           |

## タイトル

### クラブ
グアダラハラ
- リーガMX: クラウスーラ2017
- コパMX: クラウスーラ2017
- スーペルコパMX: 2016
- CONCACAFチャンピオンズリーグ: 2018

クルス・アスル
- リーガMX: ガーディアンズ2021
- スーペルコパMX: 2019
- リーグスカップ: 2019

AEKアテネ
- ギリシャ・スーパーリーグ: 2022-23
- キペロ・エラーダス: 2022-23

### 代表
メキシコ
- CONCACAFゴールドカップ: 2019, 2023